# ステュアート・ランダル
セント・ビュードーのランダル男爵ステュアート・ジェフリー・ランダル（英語: Stuart Jeffrey Randall, Baron Randall of St Budeaux、1938年6月22日 - 2012年8月11日）は、イギリスの政治家、一代貴族。1983年から1997年にかけて庶民院議員を務めた。

## 経歴
1938年にプリマスに生まれ育ち、市造船所の整備士として働いた。カーディフ大学に入学して電気工学の学士課程を修めたのち、電子関連企業で2年間勤務した。1966年に労働党に入党し、1974年10月にサウス・ウスターシャー選挙区候補として出馬してその議席を争った。また、1979年欧州議会選出総選挙にも立候補してミッドランズ・ウェスト選挙区選出に挑戦した。その後は労働党副党首ロイ・ハッターズリーの私設秘書や農漁業、自治に関する野党スポークスマンとして活動した。1983年に東キンストン・アポン・ハル選挙区から庶民院議員として立候補して初当選、1997年の引退まで同議員を務めた。
引退後の1997年9月25日に連合王国一代貴族としてデヴォン州セント・ビュードーの,セント・ビュードーのランダル男爵(Baron Randall of St Budeaux, of St Budeaux in the County of Devon)に叙された。
1998年から翌年にかけての貴族院法制定を巡っては、「爵位の相続資格を奪って世俗貴族を段階的に廃止すべきだ」との提言を寄せている。
2012年に74歳で亡くなった。